# Martin's Beach
Martin's Beach es una playa ubicada en el Condado de San Mateo, California. Solo se puede acceder a la playa a través de Martins Beach Road, que se extiende desde la Ruta Estatal de California 1 a través de terrenos privados. La playa, que lleva el nombre del terrateniente y agricultor local, Nicholas Martin, es más conocida por los esfuerzos del multimillonario Vinod Khosla por cerrar el acceso al público.

## Historia
Martin's Beach está formada por dos calas poco profundas rodeadas de acantilados escarpados y colgantes. Las calas están divididas por "Pelican Rock", un cono de roca alto y puntiagudo rodeado por una estrecha lengua de charcas. Una vez que formaba parte del Rancho Cañada de Verde y Arroyo de la Purísima, se compraron la playa y el terreno a su alrededor. en la década de 1850 por Nicholas Martin. Martin's Beach has historically been a popular family beach and surf spot. Históricamente, Martin's Beach ha sido una popular playa familiar y un lugar de surf.
Desde principios de la década de 1900, la familia Deeney, los propietarios de las tierras, permitieron al público el acceso gratuito a la playa, pero cobraron por estacionar los vehículos. A principios de la década de 1920, los Deeney alquilaron la playa a la familia Watts, que administraba la playa y los servicios para los visitantes. Esto incluía estacionamiento de pago junto a la autopista. A principios de la década de 1990, los Deeney se hicieron cargo de la gestión de la playa. Permitieron el uso de la playa a cambio de una tarifa de estacionamiento.
Khosla compró la propiedad de 53 acres (21,4 ha) adyacente a la playa por $53 millones en 2008 y bloqueó el acceso. La única forma de llegar a la playa es por una sola carretera que atraviesa la propiedad privada circundante. Desde 2008, ha sido una batalla legal en curso para reabrir la playa al público bajo la teoría legal de la dedicación implícita. Se dice que el bloqueo de Khosla para el acceso a la playa está violando la Ley, California Coastal Act.

## Otras lecturas
- «Some Facts About Public Prescriptive Rights». Coastal Public Access Program. California Coastal Commission. 2001.